# Silene adelphiae
Silene adelphiae là loài thực vật có hoa thuộc họ Cẩm chướng. Loài này được Runemark miêu tả khoa học đầu tiên năm 1984.